# Win Lay Sein
Win Lay Sein (né le 14 mars 1950 en Birmanie) est un joueur de football international birman, qui évoluait au poste de milieu de terrain.

## Biographie

### Carrière en sélection
Il participe avec la sélection birmane aux Jeux olympiques d'été de 1972. Lors du tournoi olympique, il ne joue aucun match.